# 劳动解放社
劳动解放社（俄语：Освобождение труда）是俄国首个马克思主义团体，于1883年9月25日由格奥尔基·普列汉诺夫、维拉·扎苏莉奇、巴威尔·阿克雪里罗德等在瑞士日内瓦创立。该组织将马克思主义的著作翻译成俄语并将其在俄国传播。后成为民粹派的对手。该组织后来演变为俄国社会民主工党。

## 建立组织
俄罗斯工人运动的兴起和民粹派运动的失败迫使人们寻求新的革命理论。在流亡中，普列汉诺夫及其同志研究了西欧工人运动的经验，学习了科学社会主义理论，对自己的革命实践进行了根本性的重新评估。1883年的《现代社会主义图书馆》出版声明中，勞動解放社宣布了其主要目标和任务：
1. 翻译卡尔·马克思和弗里德里希·恩格斯的重要著作以及他们的追随者的作品，以传播科学社会主义的思想；
2. 批判民粹派，从马克思主义的视角研究俄罗斯社会生活的问题。

## 组织活动
早在1882年，普列汉诺夫就将《共产党宣言》翻译成了俄语。随后，该组织翻译并出版了卡尔·马克思和弗里德里希·恩格斯的作品，其中包括《雇佣劳动与资本》（1883年）、《科学社会主义的发展》（1884年）、《论自由贸易》（1885年）、《哲学的贫困》（1886年）、《路德维希·费尔巴哈》（1892年）、《路易·波拿巴的十八布吕默尔》（1894年）、《恩格斯关于俄国》（1894年）。在80年代末到90年代初，这些作品在俄罗斯的最早社会民主组织中得到学习，对引导革命青年转向马克思主义起了重要作用。
普列汉诺夫的作品在应用于俄罗斯的马克思主义方面具有重要意义。在他的作品《社会主义和政治斗争》（1883年）、《我们的分歧》（1885年）中，详细批评了民粹主义的理论和战术，论证了俄国正在走向资本主义的道路，并证明未来革命的先锋力量是无产阶级而不是农民，提出了在俄罗斯建立工人社会主义政党的任务。对于创建俄国社会民主主义具有重要意义的还有两个由普列汉诺夫撰写的组织《解放劳动》的项目。第一个项目（1883年）对民粹主义做了一些让步。在社会民主主义者的圈子讨论后，普列汉诺夫写了第二个项目——《俄国社会民主主义者的项目》（1885年）。其中理论部分包含了马克思主义政党的基本要素。实际部分包括以下要求：
1. 普遍的民主改革；
2. 保障工人利益的措施；
3. 保障农民利益的措施。

列宁对第二个要求进行了详细解释。这份勞動解放社的文件是列宁在《火星报》俄國社會民主工黨綱領前的作品。尽管面临巨大困难，该组织与俄国社会民主主义组织保持联系（包括莫斯科、圣彼得堡、基辅、哈尔科夫、维尔纽斯、里加、明斯克、敖德萨、下诺夫哥罗德等）。在1895年5月，列宁在瑞士会见了普列汉诺夫，并商定在1896年在日内瓦合作出版《工人》文集。列宁于1895年成立的工人阶级解放斗争协会，与劳动解放社建立了紧密联系；该联盟选举普列汉诺夫为其代表参加国际社会主义者大会（1896年，伦敦）。随着列宁及其密友被捕，以及“联盟”中“经济主义”者——K·M·塔赫塔列夫、A·A·雅库波娃等走上领导岗位，该团体与他们保持的联系减弱。1898年11月，機會主義者主导劳动解放社，转向“经济主义”，而决定不再参与境外“俄国社会民主主义联盟”的出版物编辑工作。1900年5月，它最终与聯盟决裂，并成立了独立的出版物《社会民主主义者》。
勞動解放社与德国、法国、英国、波兰、保加利亚、瑞士、奥地利、匈牙利的社会民主党和组织保持联系。该团体与西方社会主义运动的杰出人物，如爱德华·艾威林、爱琳娜·马克思、迪米塔尔·布拉戈耶夫、安东尼奥·拉布里奥拉、奥古斯特·贝贝尔、李卜克内西、克拉拉·蔡特金、卡爾·考茨基等保持联系。该团体的代表参加了国际社会主义者的多次大会，包括1889年在巴黎举行的大会、1893年在苏黎世举行的大会、1896年在伦敦举行的大会等。弗里德里希·恩格斯高度评价了「勞動解放社」的活动：“……我为俄国的青年存在这样一党而感到自豪，这个党真诚地并且没有保留地接受了马克思的伟大的经济和历史理论，并且坚决地与其前辈所遗留下来的一切无政府主义和某些斯拉夫民主传统决裂。如果马克思活得久一点，他对此也会感到自豪。这是对革命运动在俄罗斯的发展具有巨大意义的进步”。19世纪末20世纪初，作为该团体的意识形态领袖，普列汉诺夫积极与修正主义，尤其是伯恩斯坦主义进行斗争。 勞動解放社在与“经济主义”进行斗争中起到了重要作用。在特别出版的冊子中，收录了由列宁在流亡期间起草的17名社会民主党人反对“经济主义”信件。该团体的重要阶段（1901-1903年）是在俄罗斯革命社会民主主义联盟框架内进行的，当时该团体与列宁的“火星报”合并。最初，这是列宁和普列汉诺夫合作的时期，然后出现了他们之间的思想分歧（1901-1903年），这些分歧在第二次俄国社会民主党代表大会之后变得尖锐，导致俄国社会民主主义一分为二，形成了布尔什维克和孟什维克。列宁指出了“勞動解放社”团体的缺点，他主要认为该团体没有与工人运动建立联系，其成员没有对俄罗斯资本主义发展的特点进行具体分析，并没有承认俄国社会民主主义在争取创立与第二国际不同的新型党的
斗争中所产生的特殊任务。该团体的成员没有认识到帝国主义和无产阶级革命的时代已经到来，也没有对无产阶级与农民、无产阶级与自由资产阶级之间的关系有清晰的认识，也没有意识到无产阶级是资产阶级民主革命的主导阶级。根据列夫·托洛茨基的说法，当列宁确信“勞動解放社”团体“不能直接领导革命先锋组织在即将到来的革命形势下采取行动”时，他从中得出了所有实际的结论。.
列宁认为“勞動解放社”在意识形态和理论上奠定了俄国社会民主工党的基础，并为工人运动迈出了第一步。该团体，尤其是格奥尔基·普列汉诺夫的贡献，在反对民粹派、反对“经济主义”、国际修正主义以及无产阶级解放运动的重要理论方面是不可低估的。他指出了“勞動解放社”和圣彼得堡“工人階級解放鬥爭協會”的一些成员在许多原则问题上的一致性，将其称为俄罗斯社会民主主义的代表。对于俄罗斯的马克思主义历史，列宁从“勞動解放社”的形成时刻开始进行了梳理。

## 批评
在俄罗斯社会主义运动内部，对“勞動解放社”的批评资料极少。这得益于在20世纪30年代，历史学成为政治过程的一部分，使得革命运动的“正统”版本经历了显著简化。有关对内马克思主义辩论的一些批评和辩论保留在列宁的作品、瓦连廷诺夫的回忆录以及不久之后离开俄罗斯的社会主义移民的出版物中。